# 三体系列
《三体》是中国作家刘慈欣创作的一部长篇科幻小说系列，原名《地球往事三部曲》。该系列包括《三体》、《三体II：黑暗森林》和《三体III：死神永生》三部。

## 概况
2006年5月至12月，刘慈欣在《科幻世界》杂志上连载了长篇科幻小说三体，并于2008年由重庆出版社出版单行本。2008年5月，出版了该系列的第二部《黑暗森林》，2010年11月，出版了第三部《死神永生》。
2011年，“地球往事三部曲”在台湾陆续出版。
2012年11月开始，美籍华裔科幻作家刘宇昆将系列的第一部翻译为英文版。
2019年7月4日，由光吉樱、湾仔和大森望翻译的日语版第一部由早川书房出版对外发售。

## 故事梗概
人类对太空发射的信号，被四光年以外的三体文明截获，两个文明从此开始了博弈与较量。在基础科学被三体文明锁死后，人类开始以“面壁计划”对抗三体人的高等文明，并发现黑暗森林法则，赢得并维系了脆弱而短暂的和平。藉着隐藏在黑暗的宇宙背景当中其他超高等文明的手，人类藉由發射引力波引來其他文明毁灭三体文明，但也为自己前路埋下了隐患。

### 第一部《三体》
人类对太空发射的信号，被四光年以外的三体文明截获。由于三体行星随时面临毁灭的危险，三体人决定入侵地球。450年后，三体人将降临地球，人类必须为此开始准备。为防止450年后，地球科技超过三体科技，三体人使用“智子”技术将地球文明的基础科学锁死。一群地球人发起成立了三体组织，旨在毁灭地球文明，迎接三体文明。叶文洁是该组织的精神领袖。同时，三体人利用“智子”技术与三体组织联系，暗杀全球的科学家。地球文明以“古筝计划”瓦解了三体组织。

### 第二部《黑暗森林》
由于三体人利用“智子”持续监视地球，地球人只能利用三体人思维透明的缺陷，制订“面壁计划”来对抗三体人。最后一位面壁者罗辑发现了宇宙社会的“黑暗森林”法则，并通过广播一颗恒星的坐标验证了其猜想。先期抵达太阳系的三体探测器“水滴”几乎将地球人的太空舰队摧毁殆尽，并成功阻止了地球人向太空广播。最终，罗辑利用“雪地计划”成功逼迫三体人妥协，赢得了暂时的和平。

### 第三部《死神永生》
人类利用“阶梯计划”将云天明的大脑发向三体舰队，后被三体舰队截获。三体人对地球发动突然袭击，成功摧毁了地球上的广播系统。而太空中的地球人利用四维碎块成功阻止了“水滴”对太空中的最后一套广播系统的破坏，并向太空广播三体恒星的坐标。同时，三体第二舰队已经以光速向地球进发，并强迫所有地球人移民澳大利亚。然而，由于三体恒星的坐标被广播，三体世界被彻底摧毁。三体第二舰队也认为太阳系不再安全，放弃地球，转向其它方向。云天明被三体人克隆之后，融入三体社会，并通过三个童话故事向地球人传递先进科技的信息。但在地球人尚未完全解密出其中隐藏的信息时，更先进的文明向太阳系发送二向箔将太阳系二维化，仅有极少数人逃离太阳系，延续着地球文明。

## 获奖情况
- 《三体》第一部获得2006年度中国科幻银河奖（第十九届）特别奖。
- 《三体》三部曲的英文版由刘宇昆执笔翻译，该英文版获得了美国科幻奇幻作家协会2014年度“星云奖”提名，并荣获2015年“雨果奖”最佳长篇小说奖。[3]
- 《三体III：死神永生》获得2013年度第9届全国优秀儿童文学奖科幻文学奖，2017年轨迹奖最佳长篇科幻小说奖。[4]

## 改编作品

### 电影
- 《水滴》（2015）：改编自《三体II：黑暗森林》的科幻短片，由王壬執导。
- 《三体》：中国大陆电影，2015年拍摄完毕后暂缓上映。

### 电视剧
- 《三体》（2023）：中国大陆剧集。
- 《3 体》（2024）：美国剧集。

### 动画
- 《我的三体》（2014-）：基于《我的世界》制作的中国大陆动画剧集。
- 《三体》（2021）：中国大陆动态漫画，根据同名漫画改编。
- 《三体》（2022）：中国大陆动画剧集。
- 《三体2：黑暗森林》（2023-）：基于729声工场的《三体》广播剧配音制作的中国大陆动画剧集。[5]

### 漫画
- 《三体》

### 舞台剧
- 《三体》（2016-2019）：第一部於2016年首演[6]；第二部《三体：黑暗森林》於2019年首演。[7]

### 广播剧
- 《三体》（2017-2018）：德国广播剧，西德广播公司与北德广播公司联合出品。
- 《三体》（2019-2022）：中国大陆广播剧，三体宇宙官方授权，喜马拉雅FM出品，729声工场制作。[8]
- 《三体》(2021)：多人有声剧，刘慈欣官方授权，熊猫君科幻基地出品。[9]

### 有声小说
- 《三体》（2020）：中国大陆有声小说，三体宇宙官方授权，喜马拉雅FM出品，由王明军演播。[10]